# XLVIII народно събрание
Четиридесет и осмото народно събрание (XLVIII НС) е обикновено народно събрание на България, сформирано според резултатите от предсрочните парламентарни избори в България, проведени на 2 октомври 2022 година.
Първото му заседание е проведено на 19, 20 и 21 октомври и е открито от най-възрастния депутат – Вежди Рашидов от ГЕРБ (на 70 години). След като на 19 и 20 октомври 2022 г. Народното събрание не избира председател, на 21 октомври Вежди Рашидов е избран за председател на Народното събрание.
XLVIII Народно събрание е разпуснато на 3 февруари 2023 г.

## Проучвателни мандати

### Първи мандат
На 5 декември 2022 г. президентът Румен Радев връчва първият мандат за съставяне на правителство на ГЕРБ, които номинират проф. Николай Габровски за министър-председател. На 12 декември 2022 г. кандидатът за министър-председател проф. Николай Габровски връща изпълнен проучвателен мандат за съставяне на правителство на президента Румен Радев. На 14 декември 2022 г. кабинетът „Габровски“ е подложен на гласуване в Народното събрание, но е гласувано само предложението за министър-председател – Николай Габровски, тъй като той не събира нужната подкрепа. За предложението за премиер са гласували 113 „за“, 125 „против“ и 0 „въздържали се“. Заради това не се стига до гласуване за структура и състав на Министерски съвет.
| министерство                                        | име | име                 | партия     |
| --------------------------------------------------- | --- | ------------------- | ---------- |
| министър-председател                                |     | Николай Габровски   | безпартиен |
| заместник министър-председател, евросредства        |     | Малина Крумова      | безпартиен |
| заместник министър-председател, правосъдие          |     | Миглена Тачева      | безпартиен |
| заместник министър-председател, околна среда и води |     | Меглена Плугчиева   | безпартиен |
| регионално развитие и благоустройство               |     | Добромир Симидчиев  | безпартиен |
| икономика и индустрия                               |     | Мартин Дановски     | безпартиен |
| вътрешни работи                                     |     | Благородна Макева   | безпартиен |
| външни работи                                       |     | Драгомир Заков      | безпартиен |
| отбрана                                             |     | Атанас Запрянов     | безпартиен |
| труд и социална политика                            |     | Събина Събева       | безпартиен |
| здравеопазване                                      |     | Благомир Здравков   | безпартиен |
| образование и наука                                 |     | Славчо Томов        | безпартиен |
| енергетика                                          |     | Николай Павлов      | безпартиен |
| иновации и растеж                                   |     | Милена Стойчева     | безпартиен |
| земеделие и храни                                   |     | Васил Грудев        | безпартиен |
| транспорт и съобщения                               |     | Прошко Прошков      | безпартиен |
| култура                                             |     | Ириней Константинов | безпартиен |
| електронно управление                               |     | Красимир Симонски   | безпартиен |
| туризъм                                             |     | Мартин Захариев     | безпартиен |
| младеж и спорт                                      |     | Борил Кръстев       | безпартиен |

### Втори мандат
Вторият проучвателен мандат е връчен на 3 януари 2023 г. на „Продължаваме промяната“, които номинират за министър-председател Николай Денков. Партията внася в Народното събрание декларация с приоритети, чието одобрение поставят като условие да предложат структура и състав на Министерски съвет. На 6 януари декларацията е отхвърлена. На 9 януари акад. Николай Денков връща мандата неизпълнен.

Трети мандат
На 16 януари 2023 г. президентът Румен Радев избира и връчва третият проучвателен мандат на БСП, чийто председател Корнелия Нинова го прие и тя му връчи бонбони по случай рождения си ден, а той ѝ отвръща като ѝ подарява букет от червени рози. Тя казва, че ще насрочи „лидерска“ среща на 20 януари, на която ще участват всички лидери на партиите в 48-ото народно събрание и казва, че ако не се постигне съгласие за правителство, то тя ще върне мандата бързо. На 20 януари на срещата идват само лидерите на ГЕРБ, ДПС и Български възход – Бойко Борисов, Мустафа Карадъйъ и Стефан Янев. На срещата се разбира, че БСП нямат подкрепа за съставяне на правителство, въпреки че лидерите на тези партии заявяват, че правителство с участието на четиритте партии може да има след новите избори, но не и сега. Тогава Корнелия Нинова заявява, че ще върне мандата неизпълнен на президента на 24 януари, с което се слага край на опитите за съставяне на правителство в рамките на 48-ият Парламент.

## Депутати по парламентарни групи
| Партия                      | Получени гласове | Дял от гласовете | Мандати |
| --------------------------- | ---------------- | ---------------- | ------- |
| ГЕРБ – СДС                  | 634 627          | 25,33%           | 67      |
| Продължаваме промяната      | 506 099          | 20,20%           | 53      |
| Движение за права и свободи | 344 512          | 13,75%           | 36      |
| Възраждане                  | 254 952          | 10,18%           | 27      |
| БСП за България             | 232 958          | 9,30%            | 25      |
| Демократична България       | 186 528          | 7,45%            | 20      |
| Български възход            | 115 872          | 4,63%            | 12      |
| Общо:                       | 2 422 722        | 92,37%           | 240     |

| Район                   | ДПС | ПП | Възраждане | БВ | ГЕРБ | ДБ | БСП | Общо мандати |
| ----------------------- | --- | -- | ---------- | -- | ---- | -- | --- | ------------ |
| 1 МИР Благоевград       | 2   | 2  | 1          | 1  | 4    | 0  | 1   | 11           |
| 2 МИР Бургас            | 2   | 3  | 2          | 1  | 4    | 1  | 1   | 14           |
| 3 МИР Варна             | 1   | 4  | 2          | 1  | 5    | 1  | 1   | 15           |
| 4 МИР Велико Търново    | 1   | 2  | 1          | 0  | 2    | 1  | 1   | 8            |
| 5 МИР Видин             | 1   | 1  | 0          | 0  | 1    | 1  | 0   | 4            |
| 6 МИР Враца             | 1   | 1  | 1          | 0  | 2    | 0  | 1   | 6            |
| 7 МИР Габрово           | 1   | 1  | 1          | 0  | 1    | 0  | 0   | 4            |
| 8 МИР Добрич            | 1   | 1  | 1          | 0  | 1    | 1  | 1   | 6            |
| 9 МИР Кърджали          | 4   | 0  | 0          | 1  | 0    | 0  | 0   | 5            |
| 10 МИР Кюстендил        | 0   | 1  | 0          | 0  | 1    | 1  | 1   | 4            |
| 11 МИР Ловеч            | 1   | 1  | 0          | 0  | 2    | 0  | 1   | 5            |
| 12 МИР Монтана          | 1   | 1  | 1          | 0  | 1    | 0  | 1   | 5            |
| 13 МИР Пазарджик        | 2   | 2  | 1          | 0  | 3    | 0  | 1   | 9            |
| 14 МИР Перник           | 0   | 1  | 1          | 0  | 2    | 0  | 0   | 4            |
| 15 МИР Плевен           | 1   | 2  | 1          | 0  | 2    | 1  | 2   | 9            |
| 16 МИР Пловдив (град)   | 1   | 3  | 1          | 1  | 3    | 1  | 1   | 11           |
| 17 МИР Пловдив (област) | 1   | 2  | 1          | 1  | 3    | 1  | 2   | 11           |
| 18 МИР Разград          | 2   | 0  | 0          | 0  | 1    | 1  | 0   | 4            |
| 19 МИР Русе             | 1   | 2  | 1          | 0  | 2    | 1  | 1   | 8            |
| 20 МИР Силистра         | 2   | 1  | 0          | 0  | 1    | 0  | 0   | 4            |
| 21 МИР Сливен           | 1   | 1  | 1          | 0  | 2    | 0  | 1   | 6            |
| 22 МИР Смолян           | 2   | 1  | 0          | 0  | 1    | 0  | 0   | 4            |
| 23 МИР София            | 0   | 5  | 2          | 1  | 4    | 3  | 1   | 16           |
| 24 МИР София            | 0   | 4  | 1          | 1  | 3    | 2  | 1   | 12           |
| 25 МИР София            | 0   | 4  | 2          | 1  | 4    | 2  | 1   | 14           |
| 26 МИР София (област)   | 1   | 1  | 1          | 1  | 3    | 0  | 1   | 8            |
| 27 МИР Стара Загора     | 1   | 2  | 2          | 1  | 3    | 1  | 1   | 11           |
| 28 МИР Търговище        | 2   | 0  | 0          | 0  | 1    | 1  | 0   | 4            |
| 29 МИР Хасково          | 1   | 2  | 1          | 1  | 2    | 0  | 1   | 8            |
| 30 МИР Шумен            | 2   | 1  | 0          | 0  | 2    | 0  | 1   | 6            |
| 31 МИР Ямбол            | 0   | 1  | 1          | 0  | 1    | 0  | 1   | 4            |
| Всичко                  | 36  | 53 | 27         | 12 | 67   | 20 | 25  | 240          |

## Постоянни комисии
- Комисия по бюджет и финанси	22 народни представители
- Комисия по икономическа политика и иновации	21 народни представители
- Комисия по енергетика	23 народни представители
- Комисия по регионална политика, благоустройство и местно самоуправление	22 народни представители
- Комисия по външна политика	17 народни представители
- Комисия по въпросите на Европейския съюз	17 народни представители
- Комисия по отбрана	17 народни представители
- Комисия по вътрешна сигурност и обществен ред	20 народни представители
- Комисия за контрол над службите за сигурност, прилагането и използването на специалните разузнавателни средства и достъпа до данните по Закона за електронните съобщения	13 народни представители
- Комисия по земеделието, храните и горите	21 народни представители
- Комисия по труда, социалната и демографската политика	21 народни представители
- Комисия по образованието и науката	21 народни представители
- Комисия по въпросите на децата, младежта и спорта	17 народни представители
- Комисия по здравеопазването	21 народни представители
- Комисия по околната среда и водите	21 народни представители
- Комисия по транспорт и съобщения	21 народни представители
- Комисия по електронно управление и информационни технологии	17 народни представители
- Комисия по културата и медиите	17 народни представители
- Комисия за прякото участие на гражданите и взаимодействието с гражданското общество	17 народни представители
- Комисия по правата на човека, вероизповеданията и жалбите на гражданите	16 народни представители
- Комисия по политиките за българите извън страната	15 народни представители
- Комисия по превенция и противодействие на корупцията	20 народни представители
- Комисия по туризъм

## Ръководство
| Длъжност              | Народен представител | Парламентарна група    |
| --------------------- | -------------------- | ---------------------- |
| Председател           | Вежди Рашидов        | ГЕРБ                   |
| Заместник-председател | Росен Желязков       | ГЕРБ                   |
| Заместник-председател | Никола Минчев        | Продължаваме промяната |
| Заместник-председател | Йордан Цонев         | ДПС                    |
| Заместник-председател | Цончо Ганев          | Възраждане             |
| Заместник-председател | Кристиян Вигенин     | БСП                    |
| Заместник-председател | Атанас Атанасов      | Демократична България  |
| Заместник-председател | Надежда Самарджиева  | Български възход       |